# Ceriodaphnia cornuta
Ceriodaphnia cornuta is een watervlooiensoort uit de familie van de Daphniidae. De wetenschappelijke naam van de soort is voor het eerst geldig gepubliceerd in 1885 door G. O. Sars.